# Nationalstraße 20 (Japan)
Die Nationalstraße 20 (jap. 国道20号, Kokudō 20-gō) ist eine wichtige Straße in Japan und durchquert die japanische Hauptinsel Honshū von Chūō im Zentrum Tokios bis Shiojiri. Ihr Verlauf folgt dabei im Wesentlichen dem der alten Kōshū Kaidō.

## Verlauf
- Präfektur Tokio
  - Chūō – Chiyoda – Shinjuku – Shibuya – Suginami – Setagaya – Chōfu – Mitaka – Chōfu – Fuchū – Kunitachi – Hino – Hachiōji
- Präfektur Kanagawa
  - Sagamihara
- Präfektur Yamanashi
  - Uenohara – Ōtsuki – Kōshū – Kōfu – Fuefuki – Kōfū – Kai – Nirasaki – Hokuto
- Präfektur Nagano
  - Chino – Suwa – Okaya – Shiojiri